# Boris Kazakov
Boris Aleksandrovitch Kazakov (en russe : Борис Александрович Казаков) est un footballeur international et entraîneur de football soviétique né le 6 novembre 1940 à Kouïbychev et mort le 25 novembre 1978 dans la même ville.

## Biographie
Natif de Kouïbychev, Boris Kazakov effectue sa formation de footballeur au sein des clubs locaux du Dinamo puis du Lokomotiv avant d'intégrer en 1960 l'équipe première du Krylia Sovetov Kouïbychev, avec qui il fait ses débuts professionnels en première division le 7 juillet contre le Neftianik Bakou, à l'âge de 19 ans. Il inscrit par la suite son premier but le 2 octobre face au Kaïrat Almaty lors d'une victoire 3-2,.
S'imposant comme titulaire en attaque à partir de l'exercice 1961 en deuxième division, Kazakov atteint cette année-là les 24 buts marqués et contribue à la victoire du club en championnat et à sa remontée dans l'élite. Pour son deuxième passage au premier échelon, il se démarque rapidement en marquant à seize reprises au cours de la saison 1962, terminant ainsi deuxième meilleur buteur du championnat derrière Mikhaïl Moustyguine. Il réitère cette performance l'année suivante et se classe cette fois quatrième meilleur buteur.
Ses performances lui valent d'être recruté en 1964 par le CSKA Moscou, où il inscrit neuf buts en 20 matchs pour sa première saison. Lors des deux années qui suivent, il marque à chaque à quinze reprises pour trente rencontres jouées, ce qui lui permet de terminer troisième meilleur buteur du championnat en 1965 et 1966. Cette période le voit également être sélectionné à six reprises par la sélection soviétique de Nikolaï Morozov entre 1965 et 1966, Kazakov marquant notamment un but contre la Grèce dans le cadre des éliminatoires de la Coupe du monde 1966 le 23 mai 1965 à l'occasion d'une victoire 3-1.
Malgré cela, Kazakov n'est pas retenu par le CSKA à la fin de l'année 1966 en raison de conflits avec ses dirigeants. Il fait alors son retour au Krylia Sovetov Kouïbychev où il occupe une place de titulaire en attaque lors des saisons qui suivent, atteignant notamment les treize buts inscrits lors de l'exercice 1969, bien que cette performance ne permette pas au club d'éviter la relégation. Il passe par la suite deux années en deuxième division avant de s'en aller à la fin de l'année 1971. Il conclut ensuite sa carrière sur un passage de deux ans au Kord Balakovo (en) en troisième division avant de prendre sa retraite à l'issue de la saison 1973, à l'âge de 33 ans.
Se reconvertissant comme entraîneur après la fin de sa carrière, Kazakov intègre dès 1974 l'encadrement technique du Torpedo Togliatti d'Alfred Fiodorov, ancien coéquipier du Krylia Sovetov, et reste en place jusqu'au mois d'avril 1976 avant de prendre la place de ce dernier par la suite.
Le 25 novembre 1978, alors qu'il fêtait ses 38 ans en pêchant au bord de la rivière Tchapaïevka en compagnie de plusieurs amis, Kazakov tente de traverser le cours d'eau gelé à bord d'une camionnette. La glace ne tient cependant pas et le véhicule tombe à l'eau avant de couler, Kazakov ne parvient pas à sortir à temps et meurt noyé.

## Statistiques
| Saison                | Club                      | Championnat           | Championnat | Championnat | Coupe(s) nationale(s) | Coupe(s) nationale(s) | Total | Total |
| Saison                | Club                      | Division              | M.          | B.          | M.                    | B.                    | M.    | B.    |
| 1960                  | Krylia Sovetov Kouïbychev | D1                    | 11          | 1           | -                     | -                     | 11    | 1     |
| 1961                  | Krylia Sovetov Kouïbychev | D2                    | 28          | 24          | 4                     | 3                     | 32    | 27    |
| 1962                  | Krylia Sovetov Kouïbychev | D1                    | 30          | 16          | 1                     | 1                     | 31    | 17    |
| 1963                  | Krylia Sovetov Kouïbychev | D1                    | 33          | 16          | 2                     | 1                     | 35    | 17    |
| Sous-total            | Sous-total                | Sous-total            | 102         | 57          | 7                     | 5                     | 109   | 62    |
| 1964                  | CSKA Moscou               | D1                    | 20          | 9           | 2                     | 2                     | 22    | 11    |
| 1965                  | CSKA Moscou               | D1                    | 30          | 15          | 2                     | 1                     | 32    | 16    |
| 1966                  | CSKA Moscou               | D1                    | 30          | 15          | 1                     | 0                     | 31    | 15    |
| Sous-total            | Sous-total                | Sous-total            | 80          | 39          | 5                     | 3                     | 85    | 42    |
| 1967                  | Krylia Sovetov Kouïbychev | D1                    | 30          | 7           | -                     | -                     | 30    | 7     |
| 1968                  | Krylia Sovetov Kouïbychev | D1                    | 36          | 8           | -                     | -                     | 36    | 8     |
| 1969                  | Krylia Sovetov Kouïbychev | D1                    | 32          | 13          | 1                     | 0                     | 33    | 13    |
| 1970                  | Krylia Sovetov Kouïbychev | D2                    | 38          | 14          | 3                     | 1                     | 41    | 15    |
| 1971                  | Krylia Sovetov Kouïbychev | D2                    | 14          | 0           | 2                     | 0                     | 16    | 0     |
| Sous-total            | Sous-total                | Sous-total            | 150         | 42          | 6                     | 1                     | 156   | 43    |
| 1972                  | Kord Balakovo (en)        | D3                    | 26          | 4           | -                     | -                     | 26    | 4     |
| 1973                  | Kord Balakovo (en)        | D3                    | 31          | 11          | -                     | -                     | 31    | 11    |
| Sous-total            | Sous-total                | Sous-total            | 57          | 15          | -                     | -                     | 57    | 15    |
| Total sur la carrière | Total sur la carrière     | Total sur la carrière | 389         | 153         | 18                    | 9                     | 407   | 162   |

## Palmarès
Krylia Sovetov Kouïbychev
- Championnat d'Union soviétique D2 (1) :
  - Champion : 1961.